# Virgin Media Ireland
Virgin Media Ireland, in precedenza UPC Ireland, è un operatore di telecomunicazioni nella Repubblica di Irlanda. La UPC Ireland è il principale fornitore di televisione via cavo in Irlanda. Al settembre 2010 l'azienda fornisce servizi di internet a banda larga, televisione digitale e telefonia digitale (VoIP) ad oltre 531.000 clienti. In precedenza, la UPC Ireland sotto il marchio Chorus NTL sino al 4 maggio 2010. I suoi principali concorrenti sono Sky Ireland e Magnet Networks nel mercato della Pay TV irlandese.
Dal 2015 il suo nome è cambiato in Virgin Media Ireland.